# 태국 문학
태국 문학은 전통적으로 인도의 문화의 강한 영향 하에서 전개되었다. 인도의 고전 문학 작품인 《라마야나》를 번안한 《라마끼엔》이 만들어지기도 하였는데, 이 작품의 수많은 판본은 1767년 아유타야 왕조가 버마에 의해 멸망할 때 수도 아유타야가 파괴당하면서 소실되었다. 현재는 라마 1세의 지시로 편찬된 판본 등 크게 세 종류의 판본이 있으며, 라마 3세는 콘 극을 위해 라마 1세 판본의 일부를 다시 썼다. 라마 3세 판본과 1세 판본의 주요한 차이점은 하누만의 역할이 부각되고 해피 엔딩이 부가된 것이다.
태국 고전기의 가장 중요한 시인은 순톤푸이다. 순톤푸는 주로 낭만적인 모험담을 그린 《프라아파이마니》와 여행기인 아홉 편의 니랏으로 유명하다. 짜끄리 왕조의 라마 5세 및 라마 6세 국왕도 작가로서 중요한데, 주로 서구의 지식을 태국의 전통 문화와 혼합하려는 계획의 일환으로 쓴 논픽션 작품을 많이 남겼다.
20세기 태국 작가는 주로 밝은 내용의 픽션을 쓰는 경향이 있지만, 이산 지방의 캄싱 시녹과 피라 수탐 등 사회 비판적인 작품을 쓰는 작가군도 존재한다.